# Сварочный ток
Сварочный ток — один из главных параметров, который характеризует электрические свойства сварочной дуги. Вместе со сварочным напряжением, сварочный ток при установившемся режиме сварки выражает статическую вольт-амперную характеристику.
Различают постоянный и переменный сварочный ток. Источниками постоянного тока являются выпрямители, переменного - сварочные трансформаторы и сварочные инверторы.
Источники постоянного тока для дуговой сварки изготавливают одно- и многопостовыми, а источники переменного тока - только однопостовыми.
Переменный ток  - электрический ток, который изменяется синусоидально по величине и направлению через равные промежутки времени, графически и характеризует величину тока и напряжения в данный момент времени. В энергетике РФ применяется частота 50 Гц.
Величина сварочного тока зависит от диаметра электрода, который избирается в зависимости от толщины свариваемого материала, способа соединения, материалов для сварки. Кроме того, на величину тока влияет положение сварного шва в пространстве.
Зависимость сварочного тока от диаметра электродов:
- 1,6 миллиметра – 35 – 60 Ампер;
- 2,0 миллиметра – 30 – 80 Ампер;
- 2,5 миллиметра – 50 – 110 Ампер;
- 3,0 миллиметра – 70 – 130 Ампер;
- 4,0 миллиметра – 110 – 170 Ампер;
- 5,0 миллиметра – 150 – 220 Ампер;

От величины сварочного тока зависит количество наплавленного металла в единицу времени, то есть производительность сварки, а также глубина проплавления (провар).